# Cheirodon australe
Cheirodon australe е вид лъчеперка от семейство Харациди (Characidae).

## Разпространение и местообитание
Видът е разпространен в Чили.
Обитава сладководни басейни и реки в райони със субтропичен климат.

## Описание
На дължина достигат до 4 cm.